# Спелеологија
Спелеологија (од грч. σπηλαιου [], што значи природна подземна шупљина) је научна грана геологије која се бави истраживањем морфологије, настанка и развоја јама и пећина. Примарни циљ спелеолошког истраживања је израда њиховог топографског нацрта на основу мерења димензија и пружања пећинских канала, као и документовање запажених геолошких, морфолошких, хидролошких и других својстава.
Спелеологија је интердисциплинарна наука, комбинује знање хемије, биологије, геологије, метеорологије, и картографије; анализира и прати подземне воде и путеве.
Реч спелеологија први пут је употребио Француз Едвард Алфред Мартел на једном геолошком скупу који се одржао у Француској 1893. године. Он је тада спелеологијом назвао све делатности које се обављају у истраживању пећина и јама као што су улажење, проучавање и тумачење, а која се обављају употребом свих расположивих техника.
Овакво једно истраживање би било немогуће без силаска у спелеолошке објекте. Силасци се изводе посебном техником и великим физичким напором за савладавање многих препрека у унутрашњости земље. Пошто је потребан физички напор као и психофизичка спремност уз које се долази до резултата спелеологија се може посматрати и као рекреативни спорт.
Спелеологијом се може бавити аматерски или професионално. За савладавање препрека на које се наилази у истраживању потребно је, поред добре физичке спремности и веома добро познавање техника које се употребљавају у спелеологији. Технике као постављање и опремање вертикалних делова пећина и јама је комплексан и веома напоран посао који могу обављати само веома искусни спелеолози. Искуства се стичу временом а почетне основе на курсевима које воде и одржавају друштва или савези.
Научно истраживање пећина и јама може се искористити у изградњи тунела и путева, у искоришћавању подземних резервоара воде за снабдевање становништва, у уређењу пећина за туристичке посете и сл.

## Историја
До средине деветнаестог века научна вредност пећина је разматрана само у контексту њиховог доприноса другим гранама науке, а студије пећина су сматране делом већих дисциплина као што су географија, геологија или археологија. Веома мали број студија усредсређених на саме пећине је предузет пре рада Едуар-Алфреда Мартела (1859–1938), 'оца модерне спелеологије', који је својим опсежним и добро публикованим истраживањима пећина увео у Француску концепт спелеологије као посебне области истраживања. Године 1895, Мартел је основао Спелеолошко друштво, прву организацију посвећену науци о пећинама.
Пораст спелеологије је директно повезан са развојем спорта пећинарство, како због стимулације јавног интереса и свести, тако и због чињенице да већину спелеолошког теренског рада спроводе спорти, пећинари.
Међународни спелеолошки конгрес предложен је на састанку у Валансу, Француска 1949. године, а први пут одржан 1953. године у Паризу. Међународна унија спелеологије (УИС) основана је 1965. године.

## Опрема
Опрему која се користи у спелеологији можемо грубо да поделимо на личну техничку, личну за боравак у спелеолошком објекту и техничку опрему за опремање самог објекта.
Прва и основна ствар која мора да се разуме када причамо о опреми у спелеологији јесте чињеница да се спелеолози у објектима вертикално крећу искључиво по ужету које је фиксно постављено у објекту. Односно за разлику од алпинизма где се уже користи за обезбеђивање у случају пада, оно је овде фиксно постављено и спелеолог се уз помоћ опреме пење/спушта по њему. Даље у тексту користићемо термин "спелеолошки систем" за фиксно постављену ужарију. Пад није нормална ствар, заправо ако дође до пада сматра се да је спелеолог направио озбиљну грешку у преласку спелеолошког система.

### Лична техничка опрема
Лична техничка опрема се састоји од шлема, техничког комплета, доњег и горњег појаса. Доњи појас је главни део опреме који на који се качи остатак опреме. Дизајниран је да буде пре свега робустан и што компактнији, како не би ометао спелеолога у честим провлачењима. Горњи појас омогућава позиционирње опреме при пењању уз уже. Технички комплет се састоји од пет карабинера, ножне пењалице − малпе или блокера, грудне пењалице − крола, справе за спуштање − десендера, пупковине и узенгије. Технички комплет је оно што омогућава спелеологу да се пење, односно спушта низ уже. Уз ово постоји и ножна пењалица − пантин, која за разлику од већ поменуте опреме није обавезна, већ опциона, омогућава лакше пењање уз уже.

### Лична за боравак у објекту
Лична опрема за боравак у објекту се пре свега састоји од светла, активног веша, подкомбинезона, комбинезона и углавном гумених чизама.
Светло је изузетно битно, користе се готово искључиво чеоне лампе које се каче на шлемове, чиме руке остају слободне за остале послове. Обавезно се носи примарно и секундарно светло и сада су то углавном лед лампе, док су се раније користиле и карбидне које сада излазе из употребе. Битно је да је одећа од синтетике или вуне, памук се никада не корити, а заштитни комбинезон је такође од јаког и отпорног синтетичког платна.

### Техничка опрема за опремање објекта
У спелеологији се користи за опремање објекта семистатичка ужарија пречника 8-10,5 mm, разне врсте синтетичких гуртни, карабинери као и 
"болтови" и "спитови" за причвршћивања плочица а самим тим и ужета за стену.
Циљ опремања објекта јесте да се ужарија причврсти на стену тако да спелеолози могу да се крећу по објекту на безбедан начин.

## Пећинска геологија, хидрогеологија и биологија
Крас је предео који има кречњак испод којег је дошло до ерозије. Пећине се највећим делом формирају хемијском корозијом кроз процес растварања. Корозија има више начина да се то оствари, може се десити на карбонатним стенама путем хемијских реакција, у гипсу и каменој соли може се десити физички, а у силикатним стенама и топлој клими може доћи и до распадања материјала.